# Psychomyia nipponica
Psychomyia nipponica là một loài Trichoptera trong họ Psychomyiidae. Chúng phân bố ở miền Cổ bắc.